# 合山市
23°49′17″N 108°53′50″E / 23.82139°N 108.89722°E
合山市是中华人民共和国广西壮族自治区下辖的一个县级市，由来宾市代管。合山位於广西壮族自治区中部，西江流域上游。面積350平方公里，户籍總人口約13萬人，市政府駐岭南镇。原为迁江县、来宾县属地，1981年自来宾县析出成立，建制延续至今。合山以煤炭立市，煤炭产业长期为该市的支柱产业，后因煤炭等自然资源减少，于2009年入選全国「资源枯竭型城市」。

## 词源
合山地區最早見諸歷史記載的名字為「宾安」，此即宾安县，为唐朝羁縻州纡州管辖的一个县:56-57。而「合山」這一地名则来源于境内的合岭山煤矿。民国八年（1919年），广东省造币厂厂长龚政和广西桂平人姚建生等人前往合岭山开采煤矿，在此期间，他们委派矿管黄文崇前往当地征求矿山名字，并最终选定合岭山之简称“合山”二字作为企业的名称，组建了煤炭企业“合山迁善公司”:159，以后“合山”也用来代表矿山所在的地域，并作为城市的名称沿用至今:443。

## 历史
在先秦时期，合山属百越，公元前214年，秦征百越，大舉入侵西甌和雒越，并在今广西地区建立象郡和桂林郡，其中合山屬桂林郡地域:3。秦末汉初，南海郡趙佗趁趁乱占领南海、桂林、象等三郡，自立南越国，此时合山地屬南越:77-95。
公元前112年，西汉君主汉武帝出兵10万发动对南越国的战争，并在前111年将南越国灭亡，南越灭亡后，汉廷在原南越國領地設置了南海、苍梧、郁林、合浦、交趾、九真、日南等七郡，其中合山地屬郁林郡领方县:1。孙吴时期，合山地属郁林郡临浦县:1:18。西晉平吳，晋武帝将临浦县改回领方县，合山地属之:1:22。南朝梁时期，合山地属桂州领方郡:28。隋朝开皇年间，改领方郡为县，因之:卷一。
唐朝时期，朝廷在广西一带设立纡羁縻州，治今忻城、合山一带，属桂州总管府，同时置辖宾安等羁縻县:211，其中，宾安县治所即在今合山境内:56；合山地亦有一部分隶思刚羁縻州:1。宋朝天禧四年（1020年）思刚羁縻州改为迁江县，隶宾州:卷一，庆历三年（1043年），纡羁縻州县废入忻城县:538:211。自宋朝至民国年间，合山地皆隶迁江县:211。
在清末至民国初年，合山一带的煤矿初步得到开采，这为后来合山建市提供了物质基础。民国八年（1919年），廣東省造幣廠廠長龔政和桂平人姚建生等前往合山一带的合嶺山開採煤礦，并建立了合山迁善公司管理煤炭业务，這是合山這一地名首次出現的地方，此后合山逐渐因煤炭产业发展起来:3-4,160，在此期间，连接南宁、柳州的公路与来合铁路也相继通车，增加了合山一带与外界的联系。在中国抗日战争期间，日军曾多次轰炸合山矿区，又于民国三十三年（1944年）占领矿山，强迫矿工开采煤炭，但最终被中国军队和民众驱逐出境:4:144-145。抗日戰爭勝利後，国共内战爆发，在内战后期，中国人民解放军在广西战役中击败了中華民國國軍，并最终取得了合山一带的支配权:208-210:308。
中华人民共和国成立后，迁江县于1952年11月15日并入来宾县，合山地区从此属来宾县:5。1981年6月29日，中华人民共和国国务院批准成立县级合山市，由柳州地区行署管辖，并以合山煤矿和电厂的所在地来宾县北泗公社为合山市的行政区域:6。2002年，柳州地区撤地建来宾市，合山市从此隶屬来宾市:58。

## 地理

### 境域
合山市于1981年脱离来宾县（今来宾市兴宾区）成立后，其地域範圍即没有较大变化，即如現狀。
今合山市位于广西壮族自治区中部、红水河北岸。市境介於北緯23°39′—23°55′，東經108°49′—109°02′之間。市境南北长约30.4公里，东西跨距20.5公里，东、西、南三面与来宾市市府所在地兴宾区接壤，北与忻城县相邻。其中与兴宾区边界约为81.35公里，与忻城县的边界约为40.44公里:67。南距广西首府南宁市168公里，北距柳州市97公里:1。总面积350平方公里:297。

### 地形

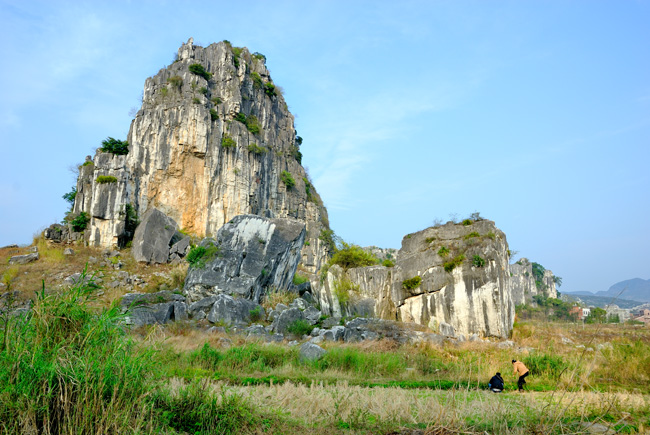
合山市北泗乡的玉屏山

合山市位於凤凰山余脉與红水河沿江平原的交接地帶:17。合山所處的地區曾在海底，四億多年前從海中逐漸出露，後經過幾次強烈的地質活動，形成了特殊的地形環境以及山川地貌:9。其地势东高西低，西北、东部以低山丘陵為主，有合山、螺狮山及蚊帐山等山丘，組成山地的岩性差異較小，多为经溶蚀侵蚀作用、地壳升降发育形成的碳酸鹽礦物，并形成了峰叢洼地、低山丘陵岩溶地貌:88；中部为合山溶蚀盆地，是桂中盆地的一部分:211；西部、西南部濒临红水河地带则较为低洼:15。全境最高峰为四月八岭，海拔593公尺:17。

### 水文

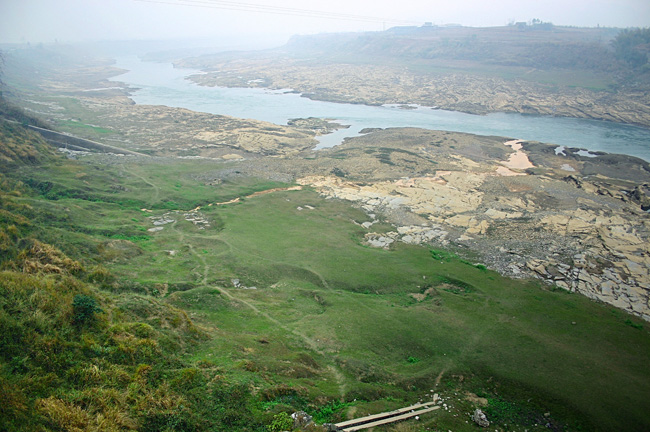
流经合山市区的红水河

合山市境内的水域以天然河流、人工湖泊为主，并以地表水、地下水的形式分布在全市:24-25。合山的河流均属于珠江流域的西江水系，皆注入红水河，其中红水河干流在合山的河段长25.3公里，可航行大型船舶:175，红水河流向大体为自西向东，其自岭南镇溯河村入境，并在市区西南隅的马安接纳支流石榴河，最终在河里镇怀集村附近流向兴宾区，离开市境:6。受到合山电厂的废料污染影响，红水河在合山的河段水质比起该流域其他地区更差:176。
石榴河又名流河，全長23.5公里，流域面积约132平方公里:6。系东亭河、柳花岭河、瀑泉村瀑布水三条溪流匯合而成：其中东亭河源於縣境东北的上垌屯，自东北向西南流经北泗镇，并在北泗镇古楼村与柳花岭河匯合後稱石榴河，水能资源储量较大:24。除此之外，在喀斯特地形的塑造下，马滩、溯河、思光等地下河也在合山市广泛发育，其中较大的地下河有5条，主干总长84公里:24-25:97。合山市境内主要的水库则有东亭水库、怀集水库等，大多在中华人民共和国建立后修筑:167-169。

### 气候
合山市位于北回归线附近，市境内属中亚热带过度的季风气候区，具有阳光充足、气候温暖、雨量充沛、无霜期长的特点。年極端最高氣溫為39.5℃（1990年7月22日），最低氣溫為-3.3℃（1963年1月15日）:19。年平均气温在20.7°C至21.2°C之间:92，平均降水量约1198.4公釐:十一。風向具有明顯季節性，全年以東北風最多。年平均蒸發量具有明顯的季節變化特徵，夏季大、冬季小，春秋過渡，且與年平均降水量大致持平:94。
合山市初春氣溫回升快，受北方冷空氣影響，常出現陰雨連綿天氣，之後暖空氣勢力不斷加強，冷暖空氣常常交鋒，來回拉鋸，天氣時寒時暖，忽晴忽陰，常出現連陰雨和倒春寒等極端天氣。夏季较为漫长，易收到湿润的海洋气团影响，具有降雨集中，日照充足，氣溫高、蒸發量大等特点，易造成伏旱:2；多暴雨，會出現特大洪澇災害。秋季天氣平和穩定，氣溫下降，空氣日趨乾燥，雨量減少，晴日多，往往造成夾秋寒天氣。冬季较为短暂，具有氣候寒冷，空氣乾燥，天氣晴朗，多霜，鲜少雨雪的特征:19-23,38-41:91-93。

### 自然资源

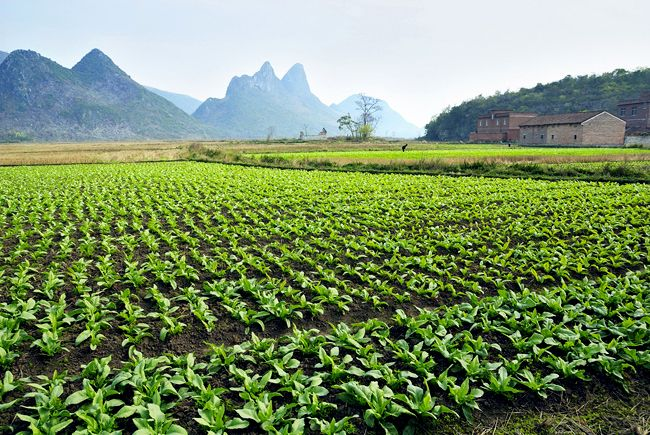
北泗镇的农田，北泗是合山市重要的粮食种植区，素有“北泗好田水”之说

植被方面，合山市属于亞熱帶常綠闊葉林植被帶:355。截至2022年，市内森林面积约1.56万公顷，城市森林覆盖率56.7%，活立木蓄积量约113.2万立方米:十一。在20世纪80年代，因山区的日益開發，市内的森林植被面積一度縮小，后因造林工程以及对废弃矿山等实施的生态修复，该市森林覆盖率有所提高。土壤方面，全市共有红壤、紫色土、石灰（岩）土、水稻土等5個土類，下分為11個亞類、27個土屬、60個土種，总体上可以分为水稻土与旱地土两大类型，其中以旱地土为主:28-30。由于土壤肥沃宜耕，合山北泗、河里一带是当地重要的粮食种植区，素有“北泗好田水”之说，并以盛产香米著称:卷二。除水稻、玉米、红薯等粮食作物外，合山市还出产柑桔、甘蔗、李子、柚子、柿、桃、板栗、龙眼、油茶等经济作物:31；山林间还分布着不少野菜和药用植物。
合山市矿产资源丰富，合山煤田位于市境内，总面积约360平方公里，分布在该市与兴宾区，其中在合山市内的面积约260平方公里，占全市总面积72%，为广西主要的煤田之一，累计煤炭储量约6.7亿公吨。并分布在东矿、柳花岭、溯河、里兰等探矿区内。除煤炭外，合山境内还有煤矸石、大理石及石灰石等矿产资源:33-35，红水河一带还出产观赏石，现已发现数十种，品位较高，合山市更于2008年获评为“中国观赏石之乡”:56。由于煤炭等自然资源趋于枯竭，2009年3月，中华人民共和国国务院批准合山市成为全国第二批“资源枯竭城市”:43。

## 政治

### 现任领导
| 机构     | · 中国共产党 · 合山市委员会 · 书记 | 合山市人民代表大会 常务委员会 主任 | 合山市人民政府 市长 | · 中国人民政治协商会议 · 合山市委员会 · 主席 |
| -------- | ---------------------------------- | ---------------------------------- | ------------------- | -------------------------------------------- |
| 姓名     | 徐钊                               | 覃武仕                             | 谭小春              | 韦干稳                                       |
| 民族     | 汉族                               | 壮族                               | 瑶族                | 壮族                                         |
| 籍贯     | 陕西凤翔县                         | 广西合山市                         | 湖南江永县          | 广西忻城县                                   |
| 出生日期 | 1985年2月（40歲）                  | 1970年7月（54歲）                  | 1981年5月（43歲）   | 1969年10月（55歲）                           |
| 就任日期 | 2021年7月                          | 2021年9月                          | 2021年7月           | 2021年9月                                    |

### 行政区划
合山市下辖3个镇：
岭南镇、北泗镇和河里镇。

### 區劃沿革
清朝光绪年间，合山地方分属迁江县里兰、溯河、北泗等团局:卷一。在民国初年，其行政区划大体沿袭清朝，建有溯河、北泗、河里三个团局，民国二十二年（1933年），广西省废除团局，将溯河、北泗、河里改为乡。中华人民共和国建立后，三乡撤并入迁江县第二区，1952年，迁江县并入来宾县，第二区更名为北泗区，其后，因为行政区划的变迁，北泗区曾更名为第十一区、北泗区、北泗乡、北泗公社等。1981年6月，北泗公社从来宾县划出，成立合山市，1982年1月1日正式挂牌办公。1984年10月，北泗乡析出岭南镇、北泗乡及河里乡:3-4。2014年，中华人民共和国民政部批准北泗乡、河里乡撤乡建镇。

## 人口
2020年第七次全国人口普查时，合山市有常住人口为98,938人，分布在38891户家庭户及620户集体户中。相较于2010年，合山市的人口减少了15,558人。当年，合山人口占来宾市总人口的4.77%，亦为来宾市所辖6个县级行政区中人口最少者。從性別上來看，男性人口為50,476人，占51.02%；女性人口为48462人，占48.98%，性别比为104.16。從年齡上來看，0-14歲人口有20,805人，占总人口21.03%；15-59歲人口有57054人，占总人口的57.66%；60歲及以上人口有21,079人，占总人口的21.31%。從文化程度上看，擁有大學（指大專及以上）文化程度的人口為7,578人；擁有高中（含中專）文化程度的人口為10,078人；擁有初中文化程度的人口為46,576人；擁有小學文化程度的人口為25,252人；文盲人口为2,100人。15歲及以上人口的平均受教育年限為9.24年。從分布上來看，居住在城鎮的人口有48,873人，占49.40%；居住在乡村的人口为50,065人，占50.60%。从民族上来看，壮族是合山市人口最多的民族，有76,400人，占77.22%；汉族人口为20,021人，占20.24%。
2022年，合山市户籍总人口约12.95万人，同比2021年末下降0.9%。全市常住人口9.90万人，其中非農業人口4.95万人，占全市常住人口比重的一半；全年出生人口768人，死亡人口865人:一。

## 交通

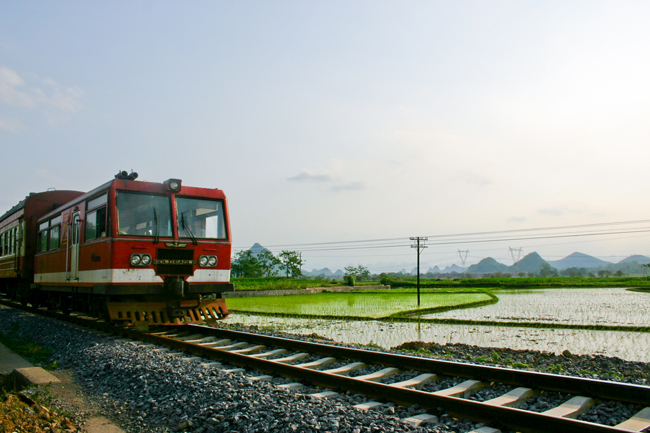
一列运行在来合铁路上的列车

在公路方面，合山地区早期的公路为连接邻近乡镇的古道，多用於民間行旅、經商往來:179。第一条可通行汽车的公路为柳邕公路，修筑于民国15年（1926年），中华人民共和国成立后改为 322国道:198，为合山市内主要的公路干线:178:33。2021年通车的 三南高速则透过合山收费站连接合山市区。另外，该市还有数条县道连接邻近的兴宾区和忻城县:441。截至2022年，合山市公路通车里程为295公里（含高速公路1公里），其中，二级公路50公里，三级公路33公里:六。
铁路方面，合山市有來合鐵路连接湘桂鐵路的來賓站。该铁路修筑于1935年，为广西最早修筑并通车的铁路:58，中华人民共和国建立后改造成标准轨距，现阶段该铁路由来合管理段管理，并在合山市内设有合山、河里两座车站，主要将合山煤田煤炭外運至各地。来合铁路也曾承担少量客运业务，但于2005年停止。
红水河为合山市唯一的通航河流，当地在明清时期已拥有渡輪碼頭:卷二 山川，但水流湍急、又多险滩河礁，不利于船舶航行。1937年炸礁疏浚后，通航条件改善。在马安大桥建成以前，红水河两岸的人货往来也多倚靠渡船:188-189。合山港于2017年投入运营，机动船可由该港顺流直达上游的贵州和下游的广东。

## 经济
在发现煤炭矿藏之前，合山地区总体上以自然經濟产业为主，也有食品加工、烧砖、纺织、木工等少量手工业:90-95。1905年发现煤炭后，合山电厂、机械工厂、水泥工厂等围绕煤炭工业产生的企业逐步成为当地经济的支柱:86:99-101。其中大唐桂冠合山发电公司:299、合山矿务局分别是广西规模最大的火力发电厂、煤炭生产企业。合山市亦曾于2003年、2005年获评为广西“经济发展十佳县级行政区”之一。由于煤炭资源趋于枯竭，合山转而调整产业结构，关闭部分煤矿，建立产业转型工业区，以减少对煤炭工业的依赖。
2022年，合山市生產總值47.61億人民币，按可比價格計算，比上年下降2.7%。分產業看，第一產業增加值28.6億元，增長7.3%；第二產業增加值7.24億元，增長5.6%；第三產業增加值18.22億元，下降11.6%。三次產業增加值占全市生產總值的比重為15.2:38.3:46.5:一。2022年，合山市居民人均消費支出為14,807元，恩格爾係數為38.1%:十。

## 社会事业

### 教育

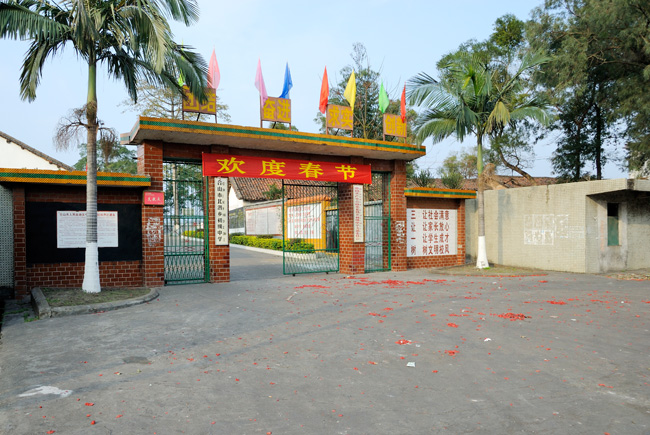
合山市北泗中学

在明清至民国时期，合山地区的学校多为受儒家影響建立的私塾:1，近代学制的学校则于民国三年（1914年）引入合山，民国三十五年（1946年），迁江县府因发展国民教育、推行新式学校的需求，关闭了县内大部分私塾，其中包括今合山地区。中华人民共和国建立后，中共开始逐步對當地的教育進行社會主義改造，并增设了职业技术学校、中小学等教育机构:349-359。进入21世纪后，合山市府又调整市内义务教育学校布局，教育状况遂如現狀。
截至2022年，合山市有职业高中（中专）1所、普通中学3所（高级中学1所，初级中学2所:298）、小学6所。各类学校专任教师1,220人。职业高中（中专）在校生235人，普通高中1,281人，初中3,625人，小学8,663人:八。

### 卫生
在清朝至民国时期，合山一带有少量诊所、药店，但并无专职卫生主管机构，加之民众卫生意识薄弱，一些传染病和职业病等在当地比较流行:400-401,404-405。中华人民共和国建立后，因中共开展爱国卫生运动，组织建立现代医疗机构，实施传染病防治，普及卫生知识，当地城鎮衛生環境的條件有所好轉:405-407:1832。1982年，合山市卫生局随合山市而创立，开始承担该市的衛生行政管理職責:395。
截至2022年，合山全市共有卫生机构58个，其中包括4家医院，1个疾病预防控制中心，1家妇幼保健院。共有衛生技術人員1189人，其中，执业医师211人，执业助理医师64人，注册护师、护士448人。醫療衛生機構床位809张:九。

### 体育
在明、清时期，合山地区有組織的體育運動多为服務於軍事的體能訓練:卷三 兵制，而民间则有舞狮舞龙、武术等传统体育项目。民国时期，近现代體育教育开始进入当地学校。中华人民共和国建立后，中共将體育教育納入學校教育，并在当地興建體育場館:408-409。
2018年，合山市共举办各类体育赛事16次，并参加来宾市级竞赛11次，参加自治区级竞赛3次，举办自治区级竞赛1次；总共获得来宾市级奖项14个、自治区级奖项5个、国家级奖项1个:298。

## 城市建设

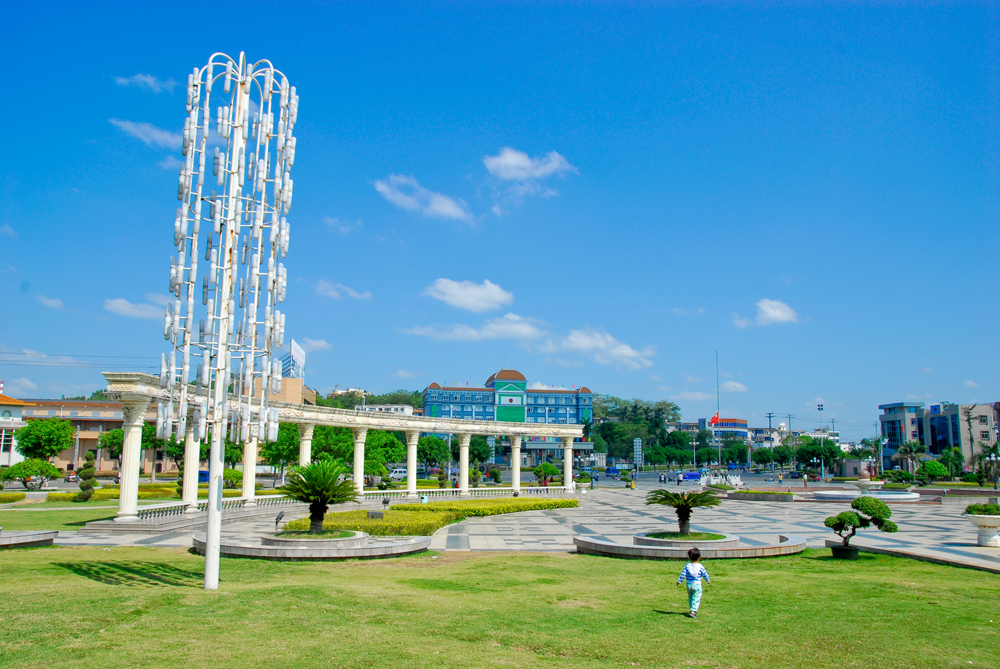
世纪广场，合山市城市规划工程的一部分

在历史上，合山境内形成了一些村鎮，但其建設总体處於自然狀態，并無規劃建設:109。1978年，《合山矿区总体规划》颁行，为合山地区规划建设之始，1982年，甫成立的合山市城市建设局与广西自治区规划院合作，开始在《合山矿区总体规划》的基础上，编制合山市总体规划:80。此后，合山市开始按新兴工矿城市的布局要求开展建设，从1982年至1990年，该市修筑了大量住宅及道路，并完善给排水工事和绿化设施，以满足当时城市服务的需求:109-110,117。以后又多次实施了重大建筑工程建设及绿化工程，合山的城市建成区已经涵盖了东隅的思光村，西隅的合山电厂，南隅的合山矿务局里兰矿山和北隅的岭南村等地:82。现今的合山市大体以城市政治、经济和文化中心，南柳高速公路、合山产业转型工业园以及红水河畔地区、322号国道沿线地区等为城市规划发展中心、实施其城市化进程:47。由于煤炭资源枯竭，矿山地质环境整治也在合山市城市规划中占有重要地位。

## 文化
合山市历史文化悠久，原住民壮族的传统文化与明清时期迁徙至此的汉族人的汉文化、瑶族的瑶族文化等在此交織，20世纪以后随着煤炭的开采，当地又形成了矿山文化，但合山市的文化大致与周邊地區相近:419。

### 语言文字
壯語是合山市原住民壯族的民族語言，也是该地除普通話外的法定官方語言。当地主要通行柳江壯語:1949，其与壮语其他方言的语法差异总体较小，单词声调的变调现象不多:104-105。现阶段壮语多使用新壯文书写，而借用汉字的外形、发音与词义创造的方块壮字至今在当地仍有利用，多用于记录壮族民歌:1950。而汉语则作为中华人民共和国的官方语言在在全市各領域廣泛使用，其中以汉语桂柳方言流通范围最广，桂柳方言又称西南官话，属汉语北方方言，发音较平直，其内部各语支较为一致，中古汉语的浊塞音、浊塞擦音、浊擦音等在该方言中全部清化，其声调也较别的汉语方言少:1949。此外，客家话、瑶语等方言也在合山市有所使用:420-421。

### 媒体
广播于20世纪50年代进入合山，1974年，电视也被引入当地:391-392。1990年，合山市的电视信号覆盖率达到100%，中华人民共和国主要的媒體中国中央电视台、中央人民广播电台、广西广播电视台等的信号均可在合山市接收:1749。在本地新闻方面，合山所在地级市来宾市的官方喉舌来宾广播电视台则在部分時段播出合山市所屬區域的地方新聞；合山市委曾发行机关报《合山市报》，2003年7月15日，中共中央办公厅及国务院办公厅发布关于报刊治理整顿的决定後，该报社停刊，合山市亦曾于1989年建立自己的广播站，但在2002年停止运营:1746-1748，后改为合山市广播电视台:231，2019年再度改制为合山市融媒体中心，以报导合山市的本地新闻为主。另外，合山市内的合山矿务局还曾经拥有自己的有线电视站，后于2008年4月裁撤，并入广西广电网络合山分公司:232。

## 旅遊
合山市面积较小，但旅遊資源豐富:55-56，玉屏山、仙掌山、四月八岭、灵台瀑布等自然景观具有一定的观赏价值，历史人文景观则有思光寨山文化遗址、八仙洞、灵岩洞、合山国家矿山公园等，其中合山国家矿山公园作为合山市的代表性遗产，已经入选中华人民共和国国家4A级旅游景区和第五批国家工业遗产名单:393-394。截至2022年，合山市共有4A级景区1处，3A级景区5处；星级饭店1家:六。